# 셴부르

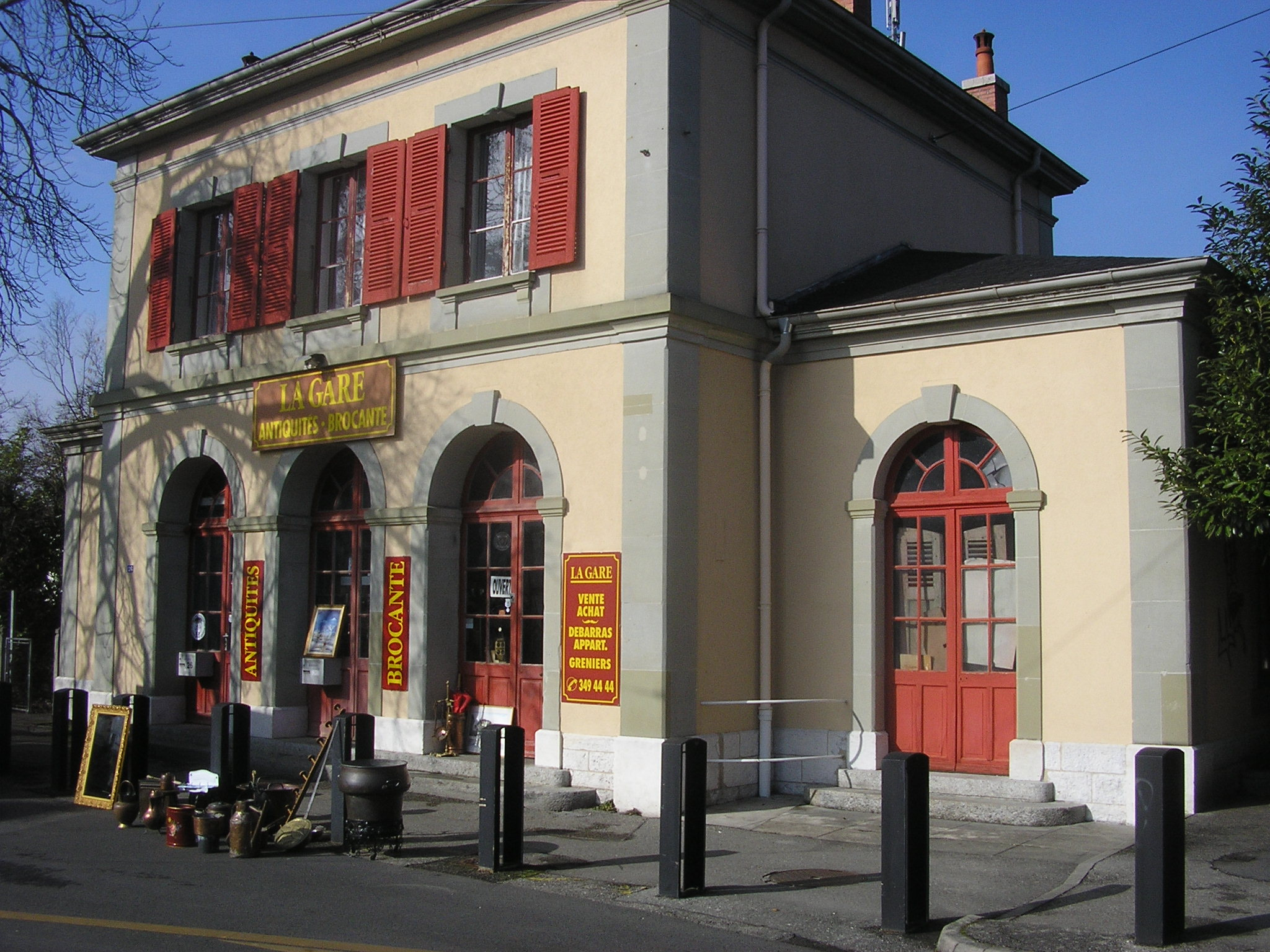
셴부르

셴부르(프랑스어: Chêne-Bourg)는 스위스 제네바주에 위치한 도시로 면적은 1.28km2, 높이는 426m, 인구는 8,559명(2016년 12월 기준), 인구 밀도는 6,700명/km2이다.

시 문장